# Gips-kartonske ploče
Gips-kartonske ploče ili gipsanokartonske ploče su industrijski proizvedene građevne ploče s gipsanom jezgrom obostrano obloženom ljepenkom. Izrađuju se u duljini od 150 do 300 centimetara, širini od 60 do 125 centimetara, a debljini od 9,5 do 25 milimetara. Razmjerno su lake i elastične, mogu se savijati, lako rezati i ugraditi (montirati) na drvenu ili metalnu potkonstrukciju, te završno obraditi i ličiti, pa se danas vrlo često koriste kao takozvana suha gradnja pregradnih zidova, oblaganje postojećih zidova, izvedbu spuštenih stropova i slično. Razgovorno se nazivaju i knauf pločama, prema tržišnom nazivu jednoga od proizvođača.
Gips-kartonske ploče namijenjene su upotrebi u izgradnji odnosno pregrađivanju unutrašnjeg prostora. Ovim pločama izvode se pregradni zidovi čija svojstva zvučne i toplinske izolacije nisu lošija od klasičnih pregradnih zidova, za manju cijenu i brzinu gradnje.

## Vrste gips-kartonskih ploča
- građevinske ploče
- diamant (tvrde) ploče
- protupožarne ploče

## Tvrtke koje proizvode gips-kartonske ploče
- Knauf - Knauf Gips KG
- Etex
- Rigips